# Hippeutister californicus
Hippeutister californicus är en skalbaggsart som beskrevs av Michael S. Caterino och Alexey K. Tishechkin 2008. Hippeutister californicus ingår i släktet Hippeutister och familjen stumpbaggar. Inga underarter finns listade i Catalogue of Life.